# IC 4753
IC 4753 est une galaxie elliptique située dans la constellation du Paon. Sa vitesse par rapport au fond diffus cosmologique est de 3 760 ± 62 km/s, ce qui correspond à une distance de Hubble de 55,5 ± 4,0 Mpc (∼181 millions d'al). Cette galaxie a été découverte par l'astronome américain DeLisle Stewart en 1901.

## Groupe de d'IC 4753
Selon A. M. Garcia ic 4753 fait partie d'un groupe qui porte son nom. Le groupe d'IC 4753. Ce groupe de galaxies renferme au moins dix membres, dont NGC 6706, IC 4764 et IC 4767.